# 長島 (克羅地亞)
長島是克羅地亞的島嶼，位於亞得里亞海，由扎達爾縣負責管轄，長45公里、寬5公里，面積114.44平方公里，最高點海拔高度約300米，海岸線長度182公里，2001年人口1,772。